# Reggie White
Reginald Howard White, meglio noto come Reggie White (Chattanooga, 19 dicembre 1961 – Cornelius, 26 dicembre 2004), è stato un giocatore di football americano statunitense.
Al college all'Università del Tennessee, venendo premiato come All-American. Dopo avere disputato due stagioni professionistiche con i Memphis Showboats della United States Football League (USFL), fu scelto nel primo giro del Draft supplementare della National Football League del 1984 e giocò nella NFL per i Philadelphia Eagles, Green Bay Packers e Carolina Panthers, diventando uno dei giocatori più decorati della storia della NFL.
Premiato per due volte come miglior difensore dell'anno della NFL, convocato per 13 Pro Bowl e inserito per 12 volte nella formazione ideale della stagione All-Pro, è al secondo posto di tutti i tempi per sack in carriera con 198,5 (dietro a Bruce Smith primo con 200). È stato inoltre inserito nella formazione ideale del 75º anniversario della National Football League e nella formazione ideale della lega sia degli anni ottanta che degli anni novanta. Durante la sua carriera professionista, divenne altresì noto per essere un Ministro cristiano, ordinato ministro di culto evangelico, contribuendo al suo soprannome di "Ministro della difesa". White è membro sia della College Football Hall of Fame che della Pro Football Hall of Fame.

## Biografia
White nacque nel 1961 a Chattanooga, nel Tennessee. Frequentò la Howard School of Academics and Technology nella cui squadra di football giocò prima di entrare nel 1980 all'Università del Tennessee.
Si sposò con Sara Copeland, dalla quale ebbe due figli: Jeremy e Jecolia.
Durante il periodo del football professionistico, White partecipò a due eventi di wrestling, il primo WrestleMania XI nell'aprile del 1995 assieme a Lawrence Taylor, contro Bam Bam Bigelow e, successivamente, il 18 maggio 1997 durante WCW Slamboree quando affrontò l'altro giocatore di football Steve McMichael.
Dopo il ritiro White approfondì gli studi religiosi, in particolare sulla Torah. La mattina del 26 dicembre 2004 White venne trasportato d'urgenza dalla propria casa di Cornelius al vicino ospedale di Huntersville dove se ne accertò il decesso per un grave episodio di aritmia cardiaca probabilmente provocato dalla sarcoidosi di cui soffriva da anni. Si è inoltre affermato che una concausa della morte sarebbe potuta essere l'apnea del sonno di cui il giocatore soffriva.
La tomba di Reggie White si trova al Glenwood Memorial Park di Mooresville, in Carolina del Nord.

## Carriera universitaria
White giocò nel college football coi Tennessee Volunteers dal 1980 al 1983. Riuscì ad entrare nel novero dei titolari sul finire della sua prima annata, in cui mise a segno 51 tackle, 2 sack e recuperò 2 fumble, oltre a bloccare un punt nella vittoria per 23-10 su Georgia Tech dove, nell'azione che ne seguì, i Vols segnarono un touchdown). Fu premiato con l'"Andy Spiva Award", assegnato annualmente al giocatore più migliorato della squadra.
Nella sua seconda stagione, nel 1981, White totalizzò 95 tackle e guidò la squadra con 8 sack, oltre a bloccare tre tentativi di extra point. Mise a segno 10 tackle e due sack, di cui uno che diede luogo a una safety, contro Memphis State, venendo premiato come miglior difensore dell'incontro. White ebbe otto tackle nella vittoria di Tennessee per 28-21 sui Wisconsin nel Garden State Bowl 1984, venendo premiato come miglior difensore della partita.
Rallentato da un problema cronico a una caviglia, le cifre di White calarono nella sua terza annata, terminata con 47 tackle, riuscendo tuttavia a guidare la squadra con 7 sack. La sua miglior partita della stagione la disputò nel pareggio contro LSU, in cui terminò con 8 tackle, un sack e fermò gli avversari in una situazione di quarto down. Mise a segno 8 tackle, 2 sacks e un fumble forzato nella sconfitta di Tennessee per 28-22 contro Iowa nel Peach Bowl 1982.
Determinato a riscattare la stagione precedente, White esplose nella sua ultima stagione nel 1983, facendo registrare 100 tackle, un record dell'istituto di 15 sack e un intercetto. Un altro primato dei Vols, che resistette fino al 2013, lo stabilì con 4 sack nella gara contro The Citadel. A fine anno fu premiato come All-American, difensore dell'anno della Southeastern Conference e fu finalista del Lombardi Award.

## Carriera professionistica
White debuttò come professionista nel 1984 nella United States Football League, firmando un contratto con i Memphis Showboats nei quali giocò per due stagioni, scendendo in campo sempre come titolare in 36 partite. Durante questa esperienza collezionò 23,5 sack, 198 placcaggi, e forzò sette fumble.

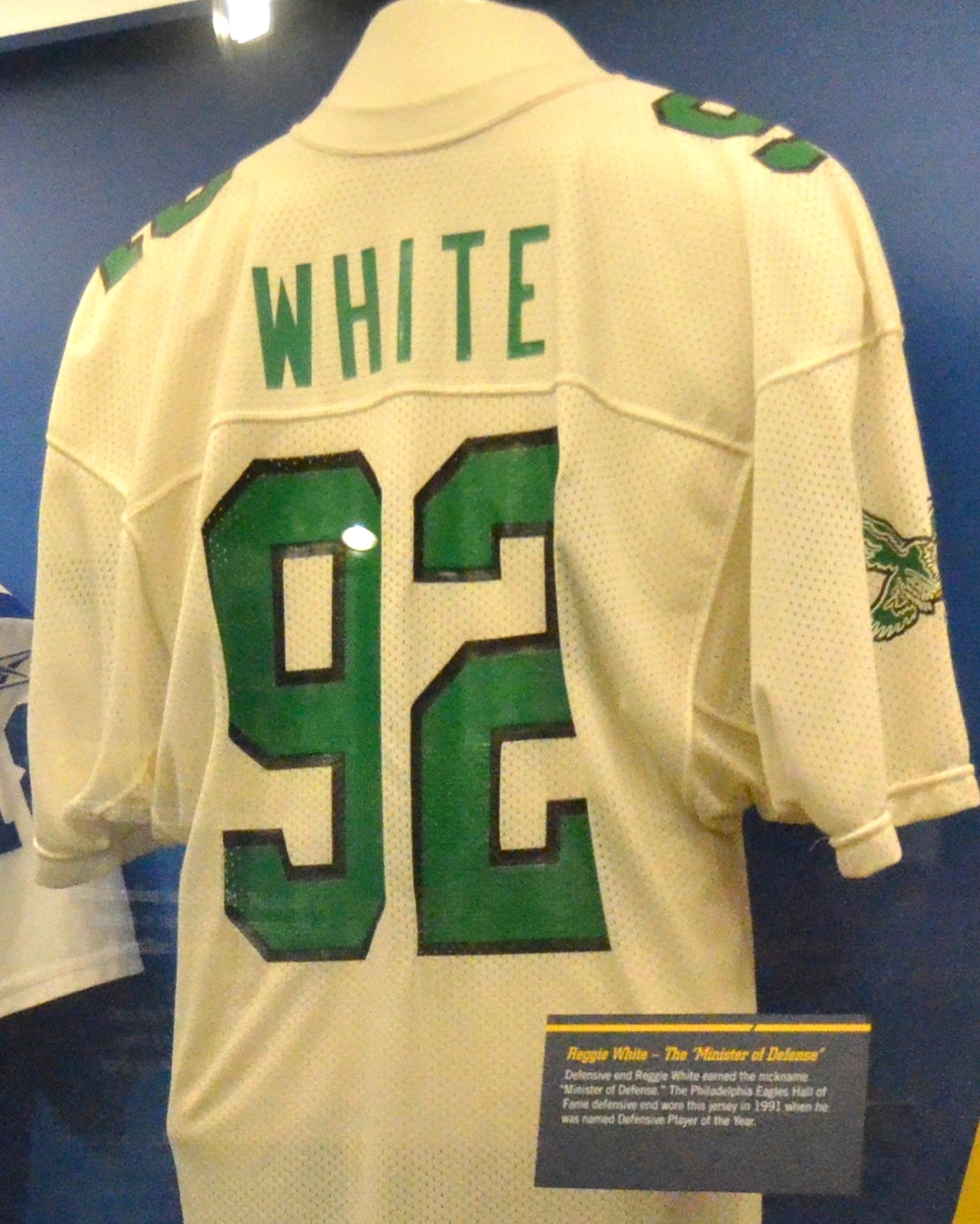
L'uniforme di White in mostra alla Pro Football Hall of Fame a Canton, Ohio.

Dopo il fallimento della USFL, White venne ingaggiato dai Philadelphia Eagles (che ne detenevano i diritti per la NFL) per i quali giocò per otto stagioni (1985-1992) durante le quali ottenne 124 sack divenendo così il leader nella categoria per la squadra di Filadelfia. Stabilì inoltre il record di sack di franchigia per sack in una singola stagione (21 nel 1987, quando venne premiato per la prima volta come difensore dell'anno della lega). White fu anche l'unico giocatore ad aver accumulato più di 20 sack in sole 12 partite. Sempre nel 1987 stabilì anche il record di media di sack per partita (1,75). Nel 1991, White stabilì anche un record NFL per il maggior numero di passaggi deviati in una stagione da un defensive lineman (in seguito superato da J.J. Watt). Al termine della sua carriera con gli Eagles, White aveva fatto registrare un numero di sack superiore al totale delle partite giocate. ESPN Sportsnation lo votò come il più grande giocatore nella storia degli Eagles.
Divenuto nel 1993 il free agent più ambito del mercato, White finì col firmare coi Green Bay Packers, in cui milito per sei stagioni (1993-1998). Con quella firma, in quello che fu il primo anno in cui la lega adottò il sistema dei free agent, rese anche Green Bay una destinazione più desiderabile per i futuri giocatori liberi da contratti. In particolare, l'arrivo di White negò la percezione che Green Bay fosse una città dove i giocatori afroamericani non erano i benvenuti.
.

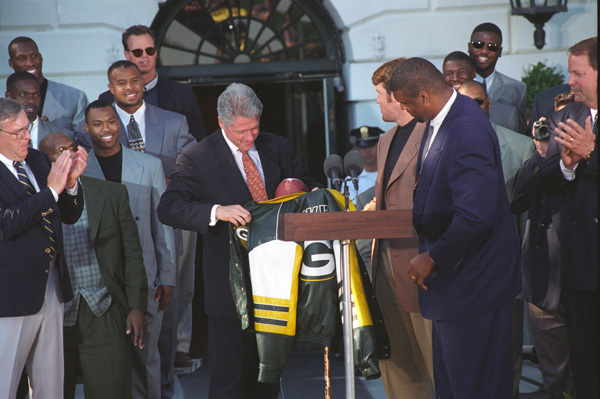
Reggie White con il Presidente Bill Clinton durante la visita dei Packers alla Casa Bianca dopo la vittoria del Super Bowl XXXI

Con la squadra del Wisconsin, White mise a segno 68,5 sack, allora il massimo della storia della franchigia (superato in seguito solo da Kabeer Gbaja-Biamila e Clay Matthews). Fu proprio durante la sua militanza nei Packers che White ottenne l'unico titolo di squadra della sua carriera, vincendo il Super Bowl XXXI nel 1996 contro i New England Patriots. Green Bay raggiunse il Super Bowl anche l'anno successivo, ma fu sconfitta dai Denver Broncos. Nel 1998 White venne nominato per la seconda volta miglior difensore dell'anno della NFL, dopo avere messo a segno 16 sack.
Dopo un anno sabbatico nel 1999, White torno a giocare nel 2000 nei Carolina Panthers, squadra con cui disputò tutte le 16 partite della stagione e in cui realizzò 5,5 sack e forzò un fumble. Al termine della stagione, si ritirò definitivamente dalla vita agonistica. Al 2017, White è al secondo posto nella storia della NFL per sack in carriera con 198, dietro a Bruce Smith con 200. Da questo conteggio sono però esclusi i 23,5 che mise a segno durante i suoi due anni nella USFL, con cui giungerebbe a quota 221,5, nettamente il primo assoluto.

## Palmarès

Il numero di White ritirato dai Packers nel 2005

### Franchigia
- Super Bowl : 1

Green Bay Packers: XXXI
- National Football Conference Championship: 2

Green Bay Packers: 1996, 1997

### Individuale
- Miglior difensore dell'anno della NFL: 2

1987, 1998
- MVP del Pro Bowl: 1

1986
- Convocazioni al Pro Bowl: 13

1986, 1987, 1988, 1989, 1990, 1991, 1992, 1993, 1994, 1995, 1996, 1997, 1998
- First-team All-Pro: 10

1986, 1987, 1988, 1989, 1990, 1991, 1992, 1993, 1995, 1998
- Second-team All-Pro: 3

1994, 1996, 1997
- Leader della NFL in sack: 2

1987, 1988
- Formazione ideale del 75º anniversario della National Football League
- Formazione ideale del 100º anniversario della National Football League
- Formazione ideale della NFL degli anni 1980
- Formazione ideale della NFL degli anni 1990
- Formazione ideali di tutti i tempi della USFL
- Numero 92 ritirato dai Tennessee Volunteers
- Numero 92 ritirato dai Philadelphia Eagles
- Numero 92 ritirato dai Green Bay Packers
- Eagles Hall of Fame (classe del 2006)
- Green Bay Packers Hall of Fame
- Pro Football Hall of Fame
- College Football Hall of Fame
- Classificato al numero 7 tra i migliori cento giocatori di tutti i tempi da NFL.com

## Statistiche
| Anno   | Squadra | Gare | Tackle | Sol. | Ass. | Sack  | Fum. f. | Fumb. r. | YRF | TD | Int. | Y Int. | Media | Max | TD | PD |
| ------ | ------- | ---- | ------ | ---- | ---- | ----- | ------- | -------- | --- | -- | ---- | ------ | ----- | --- | -- | -- |
| 1985   | PHI     | 13   | 0      | 0    | 0    | 13,0  | 0       | 2        | 0   | 0  | 0    | 0      | 0     | 0   | 0  | 0  |
| 1986   | PHI     | 16   | 0      | 0    | 0    | 18,0  | 0       | 0        | 0   | 0  | 0    | 0      | 0     | 0   | 0  | 0  |
| 1987   | PHI     | 12   | 0      | 0    | 0    | 21,0  | 0       | 1        | 70  | 1  | 0    | 0      | 0     | 0   | 0  | 0  |
| 1988   | PHI     | 16   | 0      | 0    | 0    | 18,0  | 0       | 2        | 0   | 0  | 0    | 0      | 0     | 0   | 0  | 0  |
| 1989   | PHI     | 16   | 0      | 0    | 0    | 11,0  | 0       | 1        | 10  | 0  | 0    | 0      | 0     | 0   | 0  | 0  |
| 1990   | PHI     | 16   | 0      | 0    | 0    | 14,0  | 0       | 1        | 0   | 0  | 1    | 33     | 33    | 33  | 0  | 0  |
| 1991   | PHI     | 16   | 0      | 0    | 0    | 15,0  | 0       | 3        | 8   | 0  | 1    | 0      | 0     | 0   | 0  | 0  |
| 1992   | PHI     | 16   | 0      | 0    | 0    | 14,0  | 0       | 1        | 37  | 1  | 0    | 0      | 0     | 0   | 0  | 0  |
| 1993   | GB      | 16   | 76     | 57   | 19   | 13,0  | 2       | 2        | 10  | 0  | 0    | 0      | 0     | 0   | 0  | 2  |
| 1994   | GB      | 16   | 50     | 36   | 14   | 8,0   | 2       | 1        | 0   | 0  | 0    | 0      | 0     | 0   | 0  | 5  |
| 1995   | GB      | 15   | 41     | 31   | 10   | 12,0  | 2       | 0        | 0   | 0  | 0    | 0      | 0     | 0   | 0  | 4  |
| 1996   | GB      | 16   | 38     | 29   | 9    | 8,5   | 3       | 3        | 2   | 0  | 1    | 46     | 46    | 46  | 0  | 6  |
| 1997   | GB      | 16   | 45     | 31   | 14   | 11,0  | 0       | 2        | 0   | 0  | 0    | 0      | 0     | 0   | 0  | 7  |
| 1998   | GB      | 16   | 46     | 33   | 13   | 16,0  | 4       | 0        | 0   | 0  | 0    | 0      | 0     | 0   | 0  | 4  |
| 2000   | CAR     | 16   | 16     | 15   | 1    | 5,5   | 1       | 1        | 0   | 0  | 0    | 0      | 0     | 0   | 0  | 1  |
| Totale |         | 232  | 312    | 232  | 80   | 198.0 | 14      | 20       | 137 | 2  | 3    | 79     | 26    | 46  | 0  | 29 |